# Micro-région de Pacsa
La micro-région de Pacsa (en hongrois : pacsai kistérség) est une micro-région statistique hongroise rassemblant plusieurs localités autour de Pacsa.